# Drymusa simoni
Espèce
Drymusa simoni est une espèce d'araignées aranéomorphes de la famille des Drymusidae.

## Distribution
Cette espèce est endémique d'Haïti. Elle se rencontre dans le massif de la Hotte,.

## Description
Le mâle holotype mesure 6,0 mm.
Le mâle décrit par Valerio en 1971 mesure 5,2 mm.

## Systématique et taxinomie
Cette espèce a été décrite par Bryant en 1948.

## Étymologie
Cette espèce est nommée en l'honneur d'Eugène Simon.

## Publication originale
- Bryant, 1948 : « The spiders of Hispaniola. » Bulletin of the Museum of Comparative Zoology, vol. 100, p. 331-459 (texte intégral).